# Myriopholis macrura
Espèce
Synonymes
- Glauconia longicauda Boulenger, 1899 nec Peters, 1854
- Glauconia macrura Boulenger, 1903
- Leptotyphlops macrurus (Boulenger, 1903)

Statut de conservation UICN

 DD  : Données insuffisantes
Myriopholis macrura est une espèce de serpents de la famille des Leptotyphlopidae.

## Répartition
Cette espèce est endémique de l'île de Socotra au Yémen.	

## Publications originales
- Boulenger, 1899  : Descriptions of the new species of reptiles. Bulletin of the Liverpool Museum, vol. 2, no 1, p. 4-7 (texte intégral).
- Boulenger, 1903  : The reptiles of Socotra. Natural history of Sokotra and Abd-el-Kuri. Bulletin of the Liverpool Museums (Special Bulletin), p. 75-96 (texte intégral).